# Suzanne Lenglen
Suzanne Rachel Flore Lenglen (født 24. maj 1899, død 4. juli 1938) var en fransk tennisspiller, der vandt 31 internationale mesterskabstitler mellem 1914 og 1926. Hun var en farverig og trendsættende sportskvinde, og hun blev blev den første rigtige kvindelige tennisberømthed og en af de første internationale kvindelige sportsstjerner. Hun blev kaldt La Divine (den guddommelige) af den franske presse.
Lenglen vandt sin første store titel i damesingle som 15-årig ved VM på hardcourt i 1914, og den titel vandt hun senere yderligere tre gange. Inden hun blev professionel, nåede hun også at vinde seks Wimbledon-titler i damesingle og seks damesingletitler ved de franske mesterskaber, heraf to titler efter at mesterskaberne blev åbnet for udlændinge fra 1925. Dertil kom et utal af titler i damedouble og mixed double, og antallet af titler havde sandsynligvis være meget højere, hvis ikke alle større tennismesterskaber i Europa havde ligget stille under første verdenskrig.
I 1926 blev Lenglen professionel, men hendes professionelle karriere blev kort. Efter at have turneret med en professionel tennistrup i USA i næsten fem måneder sluttede hun sin aktive karriere for at hellige sig opbygningen af en tennisskole i Paris.
24. maj 2016 dedikerede Google deres Google Doodle til Suzanne Lenglen i anledning af hendes 117-års fødselsdag.

## Barn- og ungdom
Suzanne Lenglen blev født i Compiègne nord for Paris som datter af Charles og Anaïs Lenglen. I sin ungdom led hun af talrige helbredsproblemer, herunder kronisk astma, som også plagede hende senere i livet. Eftersom hun var så skrantende og svagelig, besluttede hendes far, at det ville være godt for hende at spille tennis og derved opbygge noget styrke og modstandskraft. Hun prøvede spillet for første gang i 1910 på tennisbanen på familiens ejendom i Marest-sur-Matz. Den unge pige nød spillet, og hendes far besluttede at træne hende op. Det fortælles, at hans træningsmetoder bl.a. indbefattede en øvelse, hvor han placerede lommetørklæder forskellige steder på banen, som datteren skulle sigte efter at ramme.
Blot fire år efter sine første tennisslag nåede Lenglen som 14-årig frem til finalen i damesingle i de franske tennismesterskaber i 1914, hvor hun tabte til den forsvarende mester, Marguerite Broquedis, med 5–7, 6–4, 6–3. Senere samme år vandt hun verdensmesterskabet i tennis på hardcourt, der blev afholdt i Saint-Cloud, og hvor hun blev 15 år i løbet af turneringen. Det gjorde hende til den yngste vinder af et stort mesterskab i tennishistorien, og den rekord er (pr. 2013) fortsat gældende. Begyndelsen på første verdenskrig senere på året stoppede de fleste nationale og internationale turneringer i Europa, og Lenglens spirende karriere blev stillet i bero de næste fem år indtil Wimbledon-mesterskaberne i 1919.

## Dominans
De franske mesterskaber blev ikke afviklet igen før i 1920, men Wimbledon-mesterskaberne blev genoptaget allerede i 1919. Lenglen tilmeldte sig turneringen – hendes første på græs – og mødte den syvdobbelte vinder Dorothea Douglass Chambers i finalen. Kampen blev en af tennissportens klassikere. Den blev overværet af 8.000 tilskuere, herunder kong George V og dronning Mary. Ved stillingen 1-1 i sæt bragte Lenglen sig foran med 4–1 i tredje sæt, inden Chambers kæmpede sig tilbage til en føring på 6–5 og to matchbolde ved stillingen 40–15 i det tolvte parti. Lenglen overlevede den første matchbold med en servereturnering, der ramte ketcherrammen og kun akkurat passerede nettet, og den anden matchbold blev afværget ved at Chambers slog en stopbold i nettet. Lenglen endte med at vinde kampen med 10–8, 4–6, 9–7.
Men det var ikke kun hendes præstationer på tennisbanen, der blev lagt mærke til. Hun høstede masser af opmærksomhed i medierne, da hun dukkede op til Wimbledon-mesterskaberne i en kjole, der afslørede bare underarme, og som var skåret umiddelbart over læggen, mens alle andre spillere spillede i tøj, der dækkede næsten hele kroppen. Og de ellers afdæmpede briter var chokerede over at den dristige franske kvinde afslappet tog sig en lille tår cognac mellem sættene.
Ved de olympiske lege i 1920 i Antwerpen dominerede Lenglen damesingleturneringen. På hendes vej til guldmedaljen tabte hun kun fire partier, heraf tre i finalen mod Dorothy Holman fra Storbritannien. I mixed double vandt hun ligeledes guld sammen med Max Decugis, men hun i damedouble sammen med Élisabeth d'Ayen måtte nøjes med bronzemedaljerne.
Fra 1919 til og med 1925 vandt Lenglen Wimbledon-mesterskabet i damesingle hver år, bortset fra i 1924. Helbredsproblemer tvang hende dette år til at trække sig fra mesterskabet efter at have vundet sin kvartfinalekamp. Lenglen var den sidste franske vinder af Wimbledons damesingletitel, indtil Amélie Mauresmo vandt i 2006.
Fra 1920 til 1926 vandt hun det franske mesterskab i single seks gange og doubletitlen fem gange, samt VM på hardcourt fra 1921 til 1923. Hun medvirkede også i instruktionsfilmen Tennis and How to Play It, der blev vist i ugerevyer i 1922.

## Amerikansk debut
Lenglens eneste nederlag i single (bortset fra afbud inden kampen) i denne periode kom i en deltagelse i US Championships 1921. For at indsamle penge til genopbygningen af de franske regioner, der var blevet ødelagt af kampene under første verdenskrig, var Lenglen rejst til USA for at spille nogle opvisningskampe mod den norskfødte amerikanske mester, Molla Bjurstedt Mallory.
Lenglen ankom i New York City dagen inden turneringen efter en stormfuld og forsinket rejse, hvor hun havde været syg hele tiden. Ved sin ankomst erfarede hun, at turneringens officials uden hendes tilladelse havde annonceret hendes deltagelse i US Championships. På grund af det store folkelige pres gik hun med til at spille turneringen, selvom hun senere viste sig at have fået kighoste. Hun fik dog en dag til at komme sig, men til hendes overraskelse var der ingen seedninger i turneringen, og det var ved lodtrækningen blevet bestemt, at hun i første runde skulle møde Eleanor Goss, en førende amerikansk spiller. Goss trak sig imidlertid med det samme, hvilket betød, at Lenglen skulle møde Molla Mallory i anden runde som sin første modstander.
I kampen mod Mallory tabte Lenglen første sæt med 6–2, og i begyndelse af andet sæt begyndte hun at hoste kraftigt, brød ud i gråd og kunne ikke fortsætte. Publikum gjorde nar af hende, da hun forlod banen, og den amerikanske presse kritiserede hende kraftigt. Dette blev endnu værre, da hun efter lægens ordre (efter det var blevet bekræftet, at hun led af kighoste) valgte at aflyse sine opvisningskampe. Uvant med sådan en behandling rejste en ødelagt Lenglen hjem igen.
Da hun var blevet rask igen, begyndte hun at forberede sin revanche. I det følgende års Wimbledon-finale besejrede hun Mallory med 6–2, 6–0 på blot 26 minutter – en af de hurtigste damesinglekampe nogensinde ved et større mesterskab. De to rivalinder mødtes igen senere samme år ved en turnering i Nice, hvor Lenglen var komplet overlegen og ikke tillod Mallory at vinde et eneste parti.

## Sidste amatørår
Mange er af den opfattelse, at Lenglen spillede sin mest mindeværdige kamp i 1926, som også skulle vise sig at blive hendes sidste år som amatørspiller. I februar 1926 spillede hun en turnering i Carlton Club i Cannes, hvor hun i finalen mødte Helen Wills. Den 20-årige amerikaner var allerede dobbelt vinder af US Championships og kom til at dominere kvindetennis i slutningen af 1920'erne og begyndelse af 1930'erne på samme måde som Lenglen havde domineret sporten siden 1919.
Der var umådelig stor opmærksomhed omkring finalekampen mellem de to spillere, og på det sorte marked blev billetterne handlet til uhørte priser. Nærliggende tage og vinduer var fyldt med tilskuere. Det lykkedes for Lenglen at sikre sig sejren med 6–3, 8–6, men hun var flere gange tæt på at kollapse. Ifølge mange kilder, herunder Larry Englemann i hans bog The Goddess and the American Girl: The Story of Suzanne Lenglen and Helen Wills, havde Lenglens far forbudt hende at spille mod Wills, og fordi hun for næsten første gang trodsede sin far, lå hun søvnløs hele natten før kampen, og inden kampen var hun meget nervøs. Senere samme dag besejrede franskmanden igen Wills i finalen i damedouble, og det skulle vise sig at blive sidste gang, de to spillere stod på hver sin side af nettet i en tenniskamp.
Senere på året så Lenglen ud til at være på vej mod sin syvende Wimbledon-titel i damesingle. Hun var dog uvidende om, at hun kom til at lade dronning Mary vente på hendes optræden i kvartfinalen. Lenglen var imidlertid blevet informeret om, at kampen først ville starte senere, og besvimede da hun blev oplyst om fejlen, som af de aristokratiske engelske tilskuere blev anset for majestætsfornærmelse. Lenglen trak sig fra turneringen, og det blev hendes sidste optræden på Wimbledons baner.

## Professionel karriere
Suzanne Lenglen blev i 1926 den første store kvindelige tennisstjerne, der blev professionel. Hun modtog $ 50.000 af den amerikanske entreprenør Charles C. Pyle for at rejse runde i USA og spille en række kampe mod Mary K. Browne. Browne havde vundet US Championships fra 1912 til 1914, men var i 1926 blevet 35 år, og hendes karriere havde for længst toppet, selvom hun faktisk tidligere på året havde nået finalen i de franske mesterskaber, hvor hun dog tabte til Lenglen med 6–1, 6–0.
For første gang i tennishistorien var kvindekampen hovedattraktionen på en turné, der også havde deltagelse af mandlige spillere. Efter deres første kamp i New York City beskrev New York Times-journalisten Allison Danzig Lenglens optræden som, "one of the most masterly exhibitions of court generalship that has been seen in this country." Da turnéen sluttede i februar 1927, havde Lenglen slået Browne i samtlige deres 38 kampe.
Lenglens beslutning om at blive professionel blev i vid udstrækning kritiseret, og the All England Club i Wimbledon ophævede endda hendes æresmedlemskab. Lenglen beskrev imidlertid sin beslutning som "en flugt fra udnyttelse og slaveri" og udtalte i turnéprogrammet, at "I de tolv år jeg har været mester har jeg bogstavelig talt tjent millioner af francs til tennissporten og har betalt tusindvis af francs i entré for at få lov til det... Jeg har knoklet lige så hårdt for min karriere som enhver anden mand eller kvinde har knoklet for deres karriere. Og i hele mit liv har jeg ikke en gang tjent $ 5.000 – og ikke en cent af det skyldes min specialitet, mit livsværk – tennis... Jeg er 27 år og ikke velhavende – burde jeg kaste mig ud i en anden karriere og forlade den karriere, i hvilken jeg bliver omtalt som et geni? Eller burde jeg smile over udsigten til fattigdom og fortsætte med at tjene en formue – til hvem?" Om tennissportens amatørregler udtalte Lenglen: "Under disse absurde og antikverede amatørregler har kun en velhavende person råd til at konkurrere, og rent faktisk er det kun velhavende folk, der konkurrerer. Er det retfærdigt? Udvikler det sporten? Gør det tennis mere populært – eller medvirker det til at undertrykke og forhindre en enorm mængde slumrende talent i kroppene på de unge mænd og kvinder, hvis navne ikke er med i 'Den Blå Bog'?"

## Senere liv
Efter den lange turné i 1926-1927 var Lenglen udmattet, og en læge rådede hende til at genvinde kræfterne ved at holde en lang pause fra tennisen. Men hun valgte helt at stoppe karrieren som topspiller for i stedet at drive en tennisskole i Paris, som hun etablerede med hjælp (herunder økonomisk hjælp) fra sin elsker, Jean Tillier. Skolen lå ved siden af Stade Roland Garros og voksede langsomt, og i 1936 blev den anerkendt som nationalt træningscenter af det franske tennisforbund. I denne periode skrev Lenglen adskillige bøger om tennis.
I juni 1938 rapporterede fransk presse, at Lenglen havde fået konstateret leukæmi, og blot tre uger senere blev hun blind. Hun døde af perniciøs anæmi den 4. juli 1938. Hun er begravet på Cimetière de Saint-Ouen i Saint-Ouen nær Paris.

## Resultater
Ifølge Wallis Myers fra The Daily Telegraph og Daily Mail blev Lenglen rangeret som nr. 1 i verden fra 1921 (hvor rangeringerne påbegyndtes) til 1926.
I løbet af karriereren vandt hun i alt 81 singletitler, hvoraf syv blev opnået uden tab af et eneste parti. Derudover vandt hun 73 titler i damedouble og 11 mixed double-titler. Hun vandt bl.a. både damesingle-, damedouble- og mixed double-titlerne ved Wimbledon-mesterskaberne tre gange (i 1920, 1922 og 1925). Samme tredobbelte triumf opnåede hun to gange ved VM på hardcourt (i 1921 og 1922) og seks gange ved de franske mesterskaber (heraf var de fire af mesterskaberne dog forbeholdt franske spillere).
VM i tennis på hardcourt var de officielle verdensmesterskaber på grus og blev afholdt i Paris (bortset fra et enkelt år i Bruxelles) fra 1912 til 1923. I modsætning til de franske mesterskaber før 1925 var verdensmesterskabet åbent for alle nationaliteter. Når man skal bestemme antallet af internationale mesterskabstitler, som Lenglen vandt, bør man derfor i perioden, hvor de franske mesterskaber ikke var åbne for udlændinge, regne VM i tennis på hardcourt for det største mesterskab på grus for perioden 1912-1925. Opgjort på denne måde har Lenglen i alt vundet 31 internationale mesterskabstitler, jf. nedenfor.
| Suzanne Lenglens 31 internationale mesterskabstitler |                                        |                                        |                      |
| Mesterskab                                           | Damesingle                             | Damedouble                             | Mixed double         |
| VM på hardcourt                                      | 1914, 1921, 1922, 1923 (4)             | 1914, 1921, 1922 (3)                   | 1921, 1922, 1923 (3) |
| Franske mesterskaber                                 | 1925, 1926 (2)                         | 1925, 1926 (2)                         | 1925, 1926 (2)       |
| Wimbledon                                            | 1919, 1920, 1921, 1922, 1923, 1925 (6) | 1919, 1920, 1921, 1922, 1923, 1925 (6) | 1920, 1922, 1925 (3) |

### Internationale mesterskabsfinaler
I løbet af sin karriere nåede Suzanne Lenglen 12 finaler damesingle i internationale mesterskabsturneringer, og hun vandt dem alle 12.
| Internationale mesterskabsfinaler i damesingle |          |                         |                |          |
| Mesterskab                                     | Underlag | Modstander              | Score          | Resultat |
| VM på hardcourt 1914                           | Grus     | Germaine Golding        | 6–3, 6–2       | Vinder   |
| Wimbledon 1919                                 | Græs     | Dorothea Douglass       | 10–8, 4–6, 9–7 | Vinder   |
| Wimbledon 1920                                 | Græs     | Dorothea Douglass       | 6–3, 6–0       | Vinder   |
| VM på hardcourt 1921                           | Grus     | Molla Bjurstedt Mallory | 6–2, 6–3       | Vinder   |
| Wimbledon 1921                                 | Græs     | Elizabeth Ryan          | 6–2, 6–0       | Vinder   |
| VM på hardcourt 1922                           | Grus     | Elizabeth Ryan          | 6–3, 6–2       | Vinder   |
| Wimbledon 1922                                 | Græs     | Molla Bjurstedt Mallory | 6–2, 6–0       | Vinder   |
| VM på hardcourt 1923                           | Grus     | Kitty McKane            | 6–2, 6–3       | Vinder   |
| Wimbledon 1923                                 | Græs     | Kitty McKane            | 6–2, 6–2       | Vinder   |
| Franske mesterskaber 1925                      | Grus     | Kitty McKane            | 6–1, 6–2       | Vinder   |
| Wimbledon 1925                                 | Græs     | Joan Fry Lakeman        | 6–2, 6–0       | Vinder   |
| Franske mesterskaber 1926                      | Grus     | Mary Browne             | 6–1, 6–0       | Vinder   |

## Eftermæle
Inden Lenglens tid tiltrak kvindekampe ikke meget interesse fra tennisfans, men det ændrede sig hurtigt, da hun blev sportens største trækplaster. Tenniselskere og nye fans dannede lange køer ved billetsalgene til hendes kampe. Hun var en temperamentsfuld, farverig og passioneret spiller, hvis intensitet på banen kunne føre til uhæmmet gråd. Men på trods af sin farverigdom var hun enestående og talentfuld spiller, der brugte sit letbenede fodarbejde, sin hurtighed og dødeligt præcise slag til at dominere kvindetennis i syv år i træk. Hendes fremragende spil og indførelsen af glamour på tennisbanen øgede interessen for kvindetennis og kvindeidræt generelt.
I 1997 blev den næststørste bane på Stade Roland Garros, hvor French Open afvikles, døbt Court Suzanne Lenglen til ære for hende. Og pokalen til vinderen af damesinglerækken ved samme turnering hedder Coupe Suzanne Lenglen. I 2001 afholdt det franske tennisforbund den første Suzanne Lenglen Cup for kvinder over 35 år. Den første udgave blev spillet i Frankrig, men turneringen afholdes nu i et nyt land hvert år.
Lenglen blev i 1978 valgt ind i International Tennis Hall of Fame, og hun bliver stadig af mange anset for at være en af de bedste spillere nogensinde. F.eks. rangerer the All England Lawn Tennis & Croquet Club hende blandt de fem største Wimbledon-mestre.